# Малышев, Алексей Фёдорович
Алексе́й Фёдорович Ма́лышев (16 [28] декабря 1885, Астрахань, Российская империя — не ранее 1919) — русский военный лётчик, штабс-капитан (1916), прототип персонажа подполковника Малышева в романе М. А. Булгакова «Белая гвардия».

## Биография
Сын личного почётного гражданина Астраханской губернии. Православного вероисповедания. Окончил полный курс Астраханской гимназии.
В сентябре 1907 года вступил в военную службу и был направлен на учёбу на Военно-училищные курсы Санкт-Петербургского пехотного юнкерского училища, по окончании которых (по 1-му разряду, 1-й категории), в августе 1909 года был произведён в подпоручики и выпущен в 10-й сапёрный батальон (г. Остроленка, Варшавский военный округ).
В конце 1910 года командирован на учёбу в С.-Петербург, в офицерский класс Учебного воздухоплавательного парка, переформированного вскоре в Офицерскую воздухоплавательную школу с воздухоплавательным и авиационным отделами. По окончании в 1911 году (по 1-му разряду, успешно) курса офицерского класса воздухоплавательной школы, был переведен из 10-го саперного батальона в Брест-Литовский воздухоплавательный батальон. Продолжил учёбу в авиационном отделе той же школы, курс которого окончил в 1912 году со званием «военный лётчик». В октябре того же года произведён в поручики.
В июне 1913 года Малышев назначен на службу в 9-й корпусной авиационный отряд, формируемый в губернском городе Киеве при 3-й авиационной роте, в связи с чем был прикомандирован к этой роте.
На январь 1914 года — служил в Киеве в 9-м корпусном авиационном отряде: младший офицер, военный лётчик; был холост, находился в отпуске.
В марте 1914 года переведён из Брест-Литовского воздухоплавательного батальона, где числился, во 2-ю воздухоплавательную роту (г. Смоленск), однако на службу туда не прибыл — оставался в Киеве, в составе 9-го корпусного авиационного отряда и в прикомандировании к 3-й авиационной роте.
Участник Первой мировой войны. С первых дней войны воевал на Юго-Западном фронте в полосе действия 3-й Армии военным лётчиком 9-го корпусного авиационного отряда, оставаясь до конца войны в списках 2-й воздухоплавательной роты, переформированной и переименованной в 1915 году во 2-ю полевую воздухоплавательную роту, в конце 1915 года во 2-ю авиационную роту, затем, в июне 1916 года, — во 2-й авиационный парк, осуществлявший материально-техническое обеспечение авиационных частей Западного фронта.
В августе 1915 года получил тяжелую контузию при аварии аэроплана. В июле 1916 года произведен в штабс-капитаны. За годы войны был удостоен шести боевых наград, в том числе Георгиевского оружия.
С декабря 1916 года прикомандирован к сформированной в декабре 1915 года в Киеве Военной школе лётчиков-наблюдателей, — военный лётчик, младший офицер авиационного отряда школы; в учебном авиационном отряде школы прошёл курс высшего пилотажа на аппаратах системы «Ньюпор». С августа 1917 года служил во 2-м учебном авиационном отряде школы (в сентябре 1917 года основной состав школы лётчиков-наблюдателей был переведен в Евпаторию).
После заключения Брестского мира, оккупации Украины и Крыма германскими войсками и расформирования в мае 1918 года Военной школы лётчиков-наблюдателей, прибыл в Киев, где к тому времени установился режим гетмана Скоропадского. Вступил в службу военным лётчиком в авиационную часть вооружённых сил Украинской державы.
В ноябре-декабре 1918 года, в Киеве, принял активное участие в подавлении антигетманского восстания петлюровцев, — в начале ноября вступил в добровольческую офицерскую дружину, сформированную командованием гетмана Скоропадского для борьбы с повстанцами. Затем, в начале декабря того же года, был назначен командующим формируемой военизированной добровольческой дружины бой-скаутов (состоявшей из киевских кадетов и гимназистов старших классов), предназначенной для охраны в Киеве гражданских объектов от погромщиков и располагавшейся в здании Александровской (Первой Киевской) гимназии.
В 1919 году А. Ф. Малышев был мобилизован в Красную армию. Участвовал в Гражданской войне на стороне «красных», — военный лётчик 41-го авиационного отряда РККА; 06.11.1919 «объявлен предателем и внесён в чёрный список». Дальнейшая судьба Алексея Фёдоровича Малышева не известна.

## Чины и звания
- юнкер — с 02.09.1907
- портупей-юнкер — с ??.??.1908
- подпоручик — с 06.08.1909[8]
- поручик — с 01.10.1912[9]
  - военный лётчик — с 28.01.1913
- штабс-капитан — с 28.07.1916[10]

## Награды
- Орден Святого Станислава 3-й степени (13.10.1911; ВП от 28.10.1911)
- Орден Святой Анны 3-й степени (07.03.1913; ВП от 27.03.1913), — «…за окончание в 1912 году курса авиационного отдела Офицерской воздухоплавательной школы»
- Медаль «В память 300-летия царствования дома Романовых» (1913)
- Орден Святой Анны 4-й степени с надписью «За храбрость» (ВП от 25.01.1915, стр. 15), — «…за воздушные разведки»
- Орден Святого Станислава 2-й степени с мечами (ВП от 25.01.1915, стр. 16), — «…за воздушные разведки»
- Орден Святого Владимира 4-й степени с мечами и бантом (ВП от 25.01.1915, стр. 13; с изменениями в ВП от 31.12.1915, стр. 15), — «…за воздушные разведки»
- Орден Святой Анны 2-й степени с мечами (08.06.1915; утв. ВП от 09.09.1916)
- Мечи и бант к имеющемуся ордену Святой Анны 3-й степени (ВП от 05.03.1916)
- Георгиевское оружие (утв. ВП от 24.01.1917), — …за то, что, состоя в рядах 9-го корпусного авиационного отряда в чине поручика и управляя воздухоплавательным аппаратом, во второй половине ноября 1914 года в окрестностях Кракова, в условиях исключительной трудности и опасности, под артиллерийским и ружейным огнем противника, давал возможность доставлять верные сведения о силе, расположении и передвижениях значительных сил противника, как в районе крепости Краков, так и к юго-западу от неё[11].

## Образ Малышева в романе Булгакова
По предположению историка Ярослава Тинченко, Алексей Фёдорович Малышев мог быть прототипом персонажа подполковника Малышева в романе Булгакова «Белая гвардия». По мнению историка, в дружину бой-скаутов, которую формировал Малышев в декабре 1918 года, в качестве военного врача был назначен мобилизованный М. А. Булгаков, описавший её в своём романе «Белая гвардия» под видом мортирного дивизиона. Из того, что ни сам Малышев, ни его подчинённые не попали в плен к петлюровцам, Тинченко делает вывод, что Малышев в реальности повёл себя так, как это было описано в романе: предвидя катастрофу, он вовремя распустил дружину и скрылся сам, переодевшись в штатское.
Михаил Булгаков изображает Малышева в положительном свете — как умного и ответственного офицера, заботящегося о своих подчиненных и вовремя распускающего их, во избежание бессмысленных жертв. Внешность его Булгаков описывает так: «Господин полковник был немногим старше Турбина — было ему лет тридцать, самое большее тридцать два. Его лицо, выкормленное и гладко выбритое, украшалось черными, подстриженными по-американски усиками. В высшей степени живые и смышленые глаза смотрели явно устало, но внимательно».